# Fábio Antônio da Silva Pereira
Fábio Antônio da Silva Pereira (Teófilo Otoni, 31 de julho de 1918) foi um comerciante e industrial e político brasileiro do estado de Minas Gerais.
Filho de Teodolindo Antônio da Silva Pereira e de Elvira Otoni da Silva Pereira, foi deputado estadual em Minas Gerais, pelo Partido de Representação Popular (PRP), durante o período da 3ª legislatura (1955-1959). 
Foi Líder do partido na Assembleia Legislativa de Minas Gerais (1955-1957).